# راي سميث (لاعب كرة قدم أسترالية)
راي سميث (بالإنجليزية: Ray Smith)‏ هو لاعب دوري الرغبي أسترالي، ولد في 23 سبتمبر 1948.

## وصلات خارجية
- راي سميث على موقع AustralianFootball.com (الإنجليزية)
- راي سميث على موقع AFLtables.com (الإنجليزية)